# Tapolca vasútállomás
Tapolca vasútállomás egy Veszprém vármegyei vasútállomás, melyet a MÁV üzemeltet Tapolca településen.
A város lakott területének délnyugati szélén helyezkedik el, a 77-es főút mellett, közvetlen közúti elérését a főútból kiágazó 73 314-es számú mellékút (települési nevén Vasút utca) biztosítja.

## Vasútvonalak

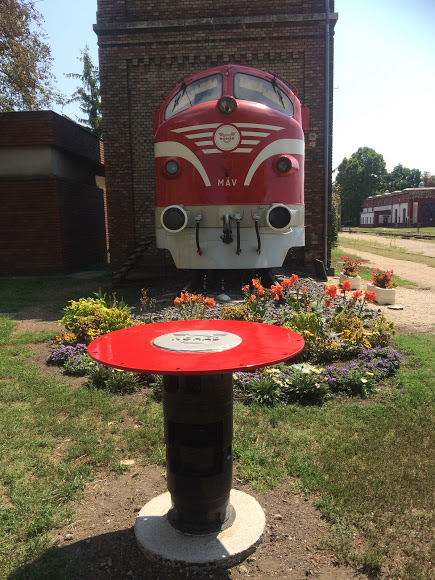
Az 1999. június 4-én Badacsonylábdihegynél balesetet szenvedett M61,004 pályaszámú Nohab emlékműve

Az állomást az alábbi vasútvonalak érintik:
- Börgönd–Szabadbattyán–Tapolca-vasútvonal
- Balatonszentgyörgy–Tapolca–Ukk-vasútvonal

## Kapcsolódó állomások
A vasútállomáshoz az alábbi állomások vannak a legközelebb:
- Nemesgulács-Kisapáti megállóhely (Székesfehérvár vasútállomás, Börgönd–Szabadbattyán–Tapolca-vasútvonal)
- Uzsabánya alsó megállóhely (Ukk vasútállomás, Balatonszentgyörgy–Tapolca–Ukk-vasútvonal)
- Raposka megállóhely (Balatonszentgyörgy vasútállomás, Balatonszentgyörgy–Tapolca–Ukk-vasútvonal)

## Forgalom
| Járat                        | Útvonal | Gyakoriság                             |
| ---------------------------- | --- | -------------------------------------- |
| személyvonat                 | Székesfehérvár – Maroshegy – Szabadbattyán – Polgárdi-Ipartelepek – Polgárdi – Füle – Balatonfőkajár felső – Csajág – Balatonakarattya – Csittényhegy – Balatonkenese – Balatonfűzfő – Balatonalmádi – Káptalanfüred – Alsóörs – Csopak – Balatonarács – Balatonfüred – Aszófő – Örvényes – Balatonudvari – Fövenyes – Balatonakali-Dörgicse – Zánka-Erzsébettábor – Zánka-Köveskál – Balatonszepezd – Szepezdfürdő – Révfülöp – Balatonrendes – Ábrahámhegy – Badacsonyörs – Badacsonytomaj – Badacsony – Badacsonylábdihegy – Badacsonytördemic-Szigliget – Nemesgulács-Kisapáti – Tapolca | Napi 1 pár (Kivéve nyáron)             |
| személyvonat                 | Balatonfüred – Aszófő – Örvényes – Balatonudvari – Fövenyes – Balatonakali-Dörgicse (– Zánka-Erzsébettábor) – Zánka-Köveskál – Balatonszepezd – Szepezdfürdő – Révfülöp – Balatonrendes – Ábrahámhegy (– Badacsonyörs) – Badacsonytomaj – Badacsony (– Badacsonylábdihegy) – Badacsonytördemic-Szigliget – Nemesgulács-Kisapáti – Tapolca | Nyáron napi 10 pár                     |
| személyvonat                 | Ukk – Gógánfa – Zalagyömörő – Sümeg – Sümegi Bazaltbánya – Uzsa – Uzsabánya alsó – Tapolca – Raposka – Balatonederics (← Becehegy) – Balatongyörök – Vonyarcvashegy – Gyenesdiás – Alsógyenes – Keszthely | Napi 1 Keszthely felé, napi 2 Ukk felé |
| személyvonat                 | Ukk – Gógánfa – Zalagyömörő – Sümeg – Sümegi Bazaltbánya – (Uzsa →) Uzsabánya alsó – Tapolca | Napi 3 Tapolca felé, napi 1 Ukk felé   |
| személyvonat                 | Celldömölk – Nemeskocs – Boba – Kemenespálfa – Jánosháza – Nemeskeresztúr – Rigács – Ukk – Gógánfa – Zalagyömörő – Sümeg – Sümegi Bazaltbánya (← Uzsa) – Uzsabánya alsó – Tapolca – (Raposka →) – Balatonederics – Balatongyörök – Vonyarcvashegy – Gyenesdiás – Alsógyenes – Keszthely | Napi 2 pár                             |
| személyvonat                 | Tapolca – Raposka – Balatonederics (– Becehegy) – Balatongyörök – Vonyarcvashegy – Gyenesdiás – Alsógyenes – Keszthely (– Balatonszentgyörgy) | Napi 3 pár                             |
| sebesvonat                   | Budapest-Déli – Budapest-Kelenföld – Székesfehérvár – Balatonakarattya – Balatonkenese – Balatonfűzfő – Balatonalmádi – Alsóörs – Csopak – Balatonfüred – Aszófő – Örvényes – Balatonudvari (– Fövenyes) – Balatonakali-Dörgicse – Zánka-Erzsébettábor – Zánka-Köveskál – Balatonszepezd (– Szepezdfürdő) – Révfülöp – Balatonrendes – Ábrahámhegy – Badacsonyörs – Badacsonytomaj – Badacsony – Badacsonylábdihegy – Badacsonytördemic-Szigliget – Nemesgulács-Kisapáti – Tapolca | 2 óránként                             |
| sebesvonat                   | Tapolca → Badacsonytördemic-Szigliget → Badacsony → Badacsonytomaj → Ábrahámhegy → Révfülöp → Balatonszepezd → Zánka-Köveskál → Balatonakali-Dörgicse → Balatonudvari → Aszófő → Balatonfüred → Csopak → Alsóörs → Balatonalmádi → Balatonfűzfő → Balatonkenese → Balatonakarattya → Székesfehérvár → Budapest-Kelenföld → Budapest-Déli | Napi 1 Budapest felé                   |
| Lesence sebesvonat           | Szombathely – Sárvár – Celldömölk – Ukk – Sümeg – Tapolca – Raposka – Balatonederics – Balatongyörök – Vonyarcvashegy – Gyenesdiás – (Alsógyenes →) Keszthely | Nyáron napi 1 pár                      |
| Tanúhegy sebesvonat          | Győr – Győr-Gyárváros – Győrszabadhegy – Ménfőcsanak felső – Gyömöre-Tét – Szerecseny – Gecse-Gyarmat – Vaszar – Pápa – Mezőlak – Mihályháza – Vinár – Külsővat – Celldömölk – Ukk – Sümeg – Tapolca – Raposka – Balatonederics – Balatongyörök – Vonyarcvashegy – Gyenesdiás (← Alsógyene) – Keszthely | Nyáron napi 1 pár                      |
| Helikon InterRégió           | Győr – Győr-Gyárváros – Győrszabadhegy – Gyömöre-Tét – Szerecseny – Vaszar – Pápa – Celldömölk – Jánosháza – Sümeg – Tapolca – Balatonederics – Balatongyörök – Vonyarcvashegy – Gyenesdiás – Keszthely – Balatonszentgyörgy – Balatonberény – Balatonmáriafürdő – Balatonfenyves alsó – Balatonfenyves – Alsóbélatelep – Bélatelep – Fonyód – Lengyeltóti – Öreglak – Somogyvár – Pamuk – Osztopán – Somogyjád – Kapostüskevár – Kaposvár (hétvégén 1-2 pár tovább: – Dombóvár alsó – Sásd – Szentlőrinc – Pécs)                                                                            | 2 óránként                             |
| Helikon InterRégió           | Tapolca – Raposka – Balatonederics – Becehegy – Balatongyörök – Vonyarcvashegy – Gyenesdiás – Alsógyenes – Keszthely – Balatonszentgyörgy – Balatonberény – Balatonmáriafürdő – Balatonfenyves alsó – Balatonfenyves – Alsóbélatelep – Bélatelep – Fonyód – Lengyeltóti – Öreglak – Somogyvár – Pamuk – Osztopán – Somogyjád – Kapostüskevár – Kaposvár | Napi 1 pár                             |
| Csabai Tekergő expresszvonat | Békéscsaba – Murony – Mezőberény – Gyoma – Mezőtúr – Szolnok – Cegléd – Ferihegy – Kőbánya-Kispest – Budapest-Kelenföld – Velence – Székesfehérvár – Balatonakarattya – Balatonkenese – Balatonfűzfő – Balatonalmádi – Alsóörs – Csopak – Balatonfüred – Balatonakali-Dörgicse – Zánka-Köveskál – Szepezdfürdő – Révfülöp (← Badacsonyörs) – Badacsonytomaj – Badacsony – Tapolca | Nyári hétvégéken napi 1 pár            |
| Kék Hullám InterCity         | Budapest-Déli – Budapest-Kelenföld – Székesfehérvár – Balatonalmádi – Balatonfüred – Aszófő – Örvényes – Balatonudvari – Fövenyes – Balatonakali-Dörgicse – Zánka-Erzsébettábor – Zánka-Köveskál – Balatonszepezd – Révfülöp – Balatonrendes – Ábrahámhegy – Badacsonytomaj – Badacsony – Badacsonylábdihegy – Badacsonytördemic-Szigliget – Nemesgulács-Kisapáti – Tapolca (– napi 1-2 tovább Szombathely felé) | Nyáron 2 óránként                      |
| Levendula InterCity          | Tapolca → Badacsonytördemic-Szigliget → Badacsony → Badacsonytomaj → Révfülöp → Zánka-Köveskál → Balatonakali-Dörgicse → Balatonfüred → Alsóörs → Balatonalmádi → Balatonfűzfő → Balatonkenese → Balatonakarattya → Székesfehérvár → Budapest-Kelenföld → Budapest-Déli | Nyáron napi 1 Budapest felé            |

## Érdekességek
- Itt forgatták 2006-ban Szőke András Hasutasok című filmvígjátékának vasúti jeleneteit.
- A tapolcai állomásra utal az alábbi, a városban vagy a környékén gyűjtött népi mondás: „a tapujczai vasút leszalatt a hídrú, asztán minden utasnak ki köllött szányi.” [A mondáshoz fűzött magyarázat szerint „mer helen vótak” – vagyis (vélhetően) megérkeztek a végállomásra.[2] A városba érkező vonatok valóban áthaladnak az állomás előtti utolsó szakaszon egy-egy hídon, Keszthely felől a Kétöles-patak, Balatonfüred irányából a Tapolca-patak fölött.]